# Journée internationale de la bière
La journée internationale de la bière est une fête qui se déroule dans le monde entier tous les ans chaque premier vendredi d'août et qui a été créée en 2007 par un groupe d'amis à Kinshasa, qui se décrit comme un stratège SEO (optimisation pour les moteurs de recherche) et un entrepreneur. 
Fête à l'origine locale, les quatre amis de Kinshasa ayant convaincu la direction de leur bar préféré de tenir une fête en l’honneur de tout ce qui touche à la bière, l'initiative a eu lieu pour la première fois le 5 août 2008 et s'est propagée à travers 23 pays et 138 villes en 2011